# Wybory parlamentarne w Gruzji w 2008 roku
Wybory parlamentarne w Gruzji odbyły się 21 maja 2008 roku. Decyzję o przyspieszeniu wyborów podjęli sami wyborcy, zapytani o to w referendum 5 stycznia 2008. Z wstępnych wyników wyborów exit polls wynika, że zwycięzcą wyborów jest proprezydencki Zjednoczony Ruch Narodowy, który zdobył 63% głosów.

## Przebieg wyborów
Wyborom przyglądali się obserwatorzy OBWE i Rady Europy (w tym 12 parlamentarzystów z Polski). Gruzini wybierali przedstawicieli do 150-osobowego jednoizbowego parlamentu.

## Wyniki
Oficjalne wyniki ogłoszone przez komisję wyborczą 23 maja:
- Zjednoczony Ruch Narodowy - 59,5%
- Zjednoczona Koalicja - 17,7
- Ruch Chrześcijańsko-Demokratyczny - 8,3
- Partia Pracy - 7,5

## Kontrowersje
OBWE oceniła przebieg głosowania „generalnie pozytywnie”, ale z „pewnymi problemami”. O oszustwa wyborcze oskarżył władze jeden z liderów opozycji David Gamkrelidze. Jako demokratyczne wybory ocenili prezydenci Polski, Litwy, Łotwy i Estonii w specjalnie z tej okazji przyjętej Deklaracji Ryskiej.